# Diammoniumhydrogenphosphat
Diammoniumhydrogenphosphat ist ein Ammoniumsalz der Phosphorsäure. In der Landwirtschaft sind die Bezeichnungen Diammonphosphat, Diammoniumphosphat, DAP und 21-53-0 (21 % N, 53 % P2O5, 0 % K2O) gängig. Es besitzt die Formel (NH4)2HPO4 und gehört zur Stoffklasse der Hydrogenphosphate.

## Eigenschaften
Diammoniumhydrogenphosphat ist gut wasserlöslich. Seine wässrigen Lösungen sind schwach basisch mit einem pH-Wert von: 7,6–8,2 (100 g/l H2O).

## Darstellung
Hergestellt werden kann Diammoniumhydrogenphosphat aus Ammoniak und Phosphorsäure:
{\displaystyle \mathrm {2\;NH_{3}+H_{3}PO_{4}\rightarrow (NH_{4})_{2}HPO_{4}} .}

## Verwendung
Es wird hauptsächlich als Düngemittel verwendet, daneben zum Imprägnieren von Streichhölzern und als Flammschutzmittel für Holz (z. B. zur Waldbrandbekämpfung), als Stickstoff- und Phosphor-Quelle bei der Hefezüchtung (ist im Handel als Hefenährsalz erhältlich), als Flussmittel beim Löten, als Katalysator bei der Herstellung von Aminoplasten, zur Chromfärbung von Wolle und ist ein Bestandteil der Ausgangsstoffe von Spezialgläsern und Emailsorten.
In der Analytik findet es im Trennungsgang zum Nachweis von Magnesiumionen Verwendung.